# جيمس وان
جيمس وان (بالإنجليزية: James Wan) هو مخرج ومنتج سينمائي أسترالي من أصل ماليزي وصيني. هو معروف بإخراجه لسلسلة أفلام الرعب سو التي بدأت في سنة 2004. وان قام أيضاً بإخراج «الموت الصامت» (2007) و«حكم بالإعدام» (2007) و«غدار» (2011) وغدار: الفصل الثاني (2013) والشعوذة (2013)، وفيلم الحركة الغضب 7 (2015).

## النشأة
وُلد وان في 26 فبراير 1977 في كوتشينغ، سراوق، ماليزيا، وهو من أصل صيني. انتقل وان وعائلته إلى بيرث، غرب أستراليا عندما كان في السابعة من عمرة. التحق بكلية ليك توغيرنونغ في كانبرا، قبل أن يعود إلى بيرث وهو بالغ. انتقل وان من بيرث إلى ملبورن، حيث التحق بالمعهد الملكي للتكنولوجيا، وتخرج من المعهد بدرجة بكالوريوس الآداب في الإعلام عام 1998.

## المسيرة المهنية

### 2000- 2006: الظهور الأول
قبل نجاحه في مجال صناعة الأفلام، قدّم وان أول فيلم طويل له، بعنوان ستيجيان (جهنمي)، مع شانون يونغ، وفاز بجائزة «أفضل فيلم حرب عصابات» في مهرجان ملبورن السينمائي تحت الأرض في عام 2000.
قبل عام 2003، بدأ وان وصديقه، كاتب السيناريوهات لاي وانيل، بكتابة سيناريو يستند إلى فيلم رعب، مستشهدان بالإلهام من أحلامهما ومخاوفهما. عقب الانتهاء من النص، أراد وان ووانيل اختيار مقتطف من النص، ليُعرف لاحقًا باسم سو، وتصويره لترويج فيلمهما لدى الاستوديوهات. بمساعدة تشارلي كلوسير، الذي سجل علامة الفيلم التجارية وعددًا قليلًا من الممثلين البدلاء، صوّر وان ووانيل الفيلم دون ميزانية نسبية. قرر وانيل أن يقوم بدور البطولة في الفيلم.
حقق فيلم سو نجاحًا ساحقًا في شباك التذاكر على الصعيدين المحلي والدولي بعد صدوره. وانتهى به المطاف إلى تحقيق أرباح بمقدار 55 مليون دولار في أميركا، و48 مليون دولار في دول أخرى، أي أكثر من 103 مليون دولار في مختلف أنحاء العالم. بلغ هذا الربح أكثر من 100 مليون دولار، أي أكثر من 80 ضعف ميزانية الإنتاج. قاد ذلك الاستوديو إلى إعطاء الضوء الأخضر لإنتاج الجزء الثاني من الفيلم، ثم بعد ذلك بقية أجزاء السلسلة بناءً على النجاح السنوي للأجزاء السابقة. منذ ظهور السلسلة، أصبح سو فيلم الرعب الأكثر ربحًا على الإطلاق في جميع أنحاء العالم. يُعد فيلم سو ثاني أكثر سلسلة رعب تحقيقًا للأرباح في الولايات المتّحدة فقط، إذ تحل سلسلة أفلام فرايدي ذا ثريتينث (يوم الجمعة الثالث عشر) في المرتبة الأولى بهامش أرباح بلغ 10 ملايين دولار.
منذ تشكيل السلسلة، عمل وان ولاي وانيل منتجان منفذان للأجزاء سو2، وسو3، وسو4، وسو5، وسو6، وسو ثري دي، وجيغسو.
كان من المقرر أن يكون إصدار سو ثري دي الكامل مع ترجمته دلالة على إتمام السلسلة، إلا أن كوستاس مانديلور، وهو ممثل في الجزء السابع، كشف عن تصوير عدة نهايات للفيلم، وأنه من الممكن أن تستمر السلسلة اعتمادًا على ما جرى استخدامه. واصل الجزء السادس أداء هامش الربح للفيلم الأصلي، وحقق أرباحًا بمقدار 136 مليون دولار أمريكي في السوق العالمية، مقابل ميزانية إنتاج قدرها 20 مليون دولار أمريكي.
في أغسطس 2012، ذكرت العديد من صحف الرعب على الإنترنت أن مصدرًا في شركة ليونزغيت، وهي شركة إنتاج السلسة، كشف عن نوايا لإصدار جزء ثامن من فيلم سو، إلا أن ذلك كان في مرحلة «التصليح» وقت الإفصاح عنه.

## أعماله
| سنة  | فيلم                 | مخرج | منتج | كاتب | محرر |
| ---- | -------------------- | ---- | ---- | ---- | ---- |
| 2000 | Stygian              | X    |      | X    |      |
| 2003 | Saw (فيلم قصير)      | X    |      | X    |      |
| 2004 | Saw                  | X    |      | X    |      |
| 2005 | Saw II               |      | X    |      |      |
| 2006 | Saw III              |      | X    | X    |      |
| 2007 | Dead Silence         | X    |      | X    |      |
| 2007 | Death Sentence       | X    |      |      |      |
| 2007 | Saw IV               |      | X    |      |      |
| 2008 | سو 5                 |      | X    |      |      |
| 2009 | Saw VI               |      | X    |      |      |
| 2010 | Saw 3D               |      | X    |      |      |
| 2011 | Insidious            | X    |      |      | X    |
| 2013 | The Conjuring        | X    |      |      |      |
| 2013 | Insidious: Chapter 2 | X    |      | X    |      |
| 2014 | الغضب 7              | X    |      |      |      |
| 2016 | The conjuring 2      | X    |      |      |      |
| 2018 | الرجل المائي         | X    |      | X    |      |

## التعاون
جيمس وان قام بضم ممثلين معينين لأكثر من فيلم واحد له
|                  | Saw (2004) | Saw (2004) | Dead Silence | Death Sentence | Insidious | The Conjuring | Insidious: Chapter 2 |
| ---------------- | ---------- | ---------- | ------------ | -------------- | --------- | ------------- | -------------------- |
| جوديث آنا روبرتس |            |            | X            | X              |           |               |                      |
| روز بيرن         |            |            |              |                | X         |               | X                    |
| تاي سيمبكينز     |            |            |              |                | X         |               | X                    |
| لاي وانيل        | X          | X          |              | X              | X         |               | X                    |
| باتريك ويلسن     |            |            |              |                | X         | X             | X                    |

## روابط خارجية
- جيمس وان على موقع IMDb (الإنجليزية)
- جيمس وان على موقع ميتاكريتيك (الإنجليزية)
- جيمس وان على موقع روتن توميتوز (الإنجليزية)
- جيمس وان على موقع ألو سيني (الفرنسية)
- جيمس وان على موقع ميوزك برينز (الإنجليزية)
- جيمس وان على موقع أول موفي (الإنجليزية)
- جيمس وان على موقع بوكس أوفيس موجو (الإنجليزية)
- جيمس وان على موقع قاعدة بيانات الأفلام السويدية (السويدية)
- جيمس وان على موقع ديسكوغز (الإنجليزية)
- جيمس وان على موقع قاعدة بيانات الفيلم (الإنجليزية)
- جيمس وان في موقع Rotten Tomatoes